# Velika Pirešica
Velika Pirešica je naselje v Občini Žalec.